# As Fiandeiras (Velázquez)
O mito de Aracne popularmente conhecido como As Fiandeiras (em castelhano:  La fábula de Aracne (Las hilanderas)) é uma pintura a óleo sobre tela do pintor espanhol Diego Velázquez criada cerca de 1657 e que se encontra actualmente no Museu do Prado, Madrid.
Esta obra é um dos maiores expoentes da pintura barroca espanhola sendo considerada como um dos grandes exemplos da mestria de Velázquez. Tematicamente, é uma das suas obras mais enigmáticas, pois ainda não se conhece o verdadeiro propósito da obra.
Segundo Javier Portús Pérez, conservador e chefe do Departamento de Pintura Espanhola (até 1700) do Museu do Prado:

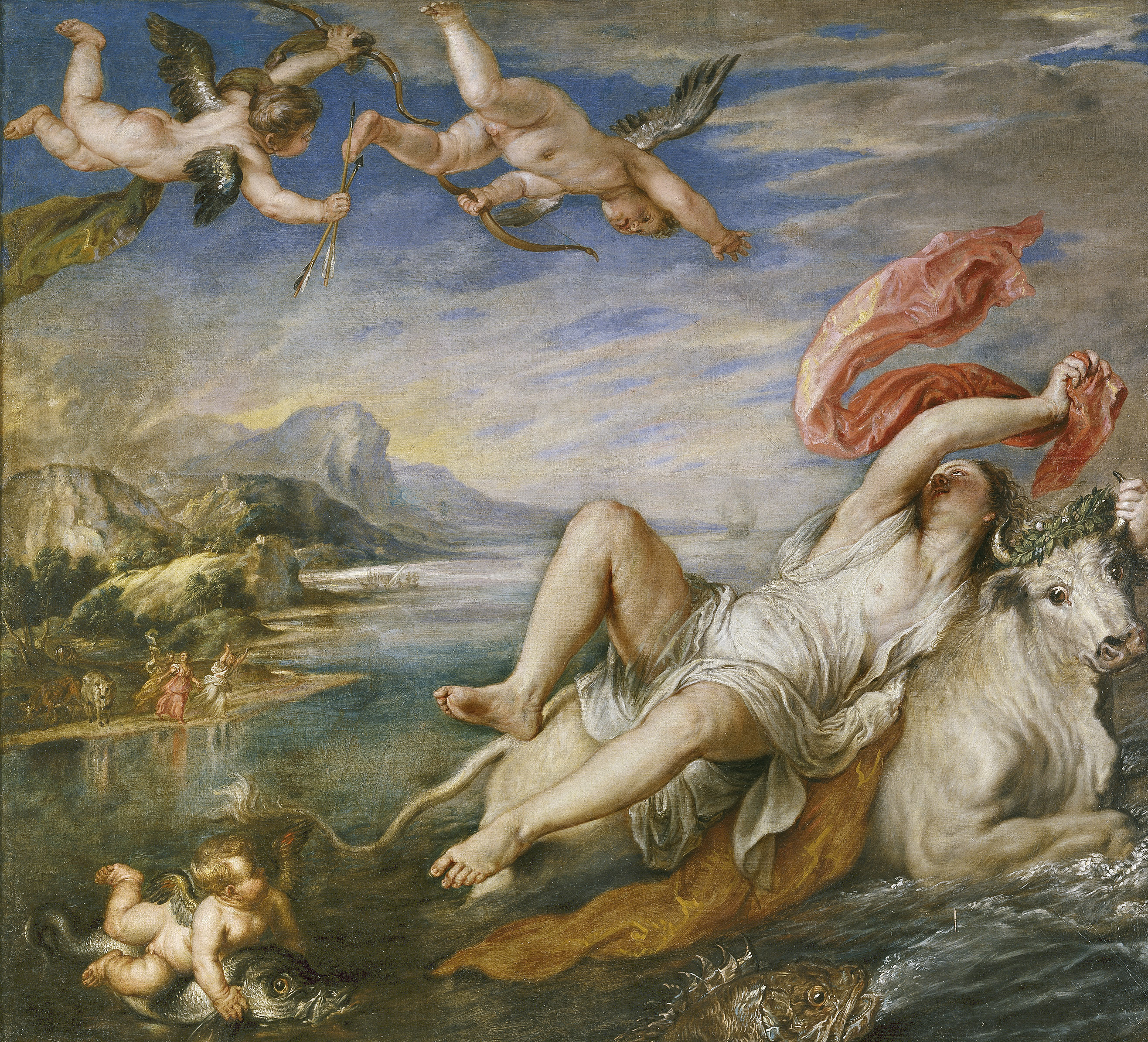
O rapto de Europa (1628), de Rubens, no Museu do Prado. Zeus transfigurado num touro branco seduz Europa. Este quadro de Rubens, que Velázquez representou como a tapeçaria que Aracne teceu, é uma cópia do original de Ticiano.

## Descrição
Em primeiro plano vêem-se cinco fiandeiras que estão a transformar a lã em bruto, primeiro em fio e depois em novelos. A mulher da direita que veste um camiseiro branco é «uma clara transposição» de uma das figuras do Teto da Capela Sistina. Ao fundo, atrás das fiandeiras e numa sala que aparece mais elevada, surgem outras três mulheres ricamente vestidas que parecem contemplar uma tapeçaria que representa uma cena mitológica.
Durante muito tempo considerou-se As Fiandeiras como um quadro de género em que se mostrava um dia de trabalho numa dependência da fábrica de  tapeçarias de Santa Isabel de Madrid e que este era o seu único tema. No entanto, por causa da envolvência de tapeçarias e da ambiguidade de significados presente em algumas das pinturas mais significativas de Velázquez, alguns, incluindo José Ortega y Gasset ou o historiador de arte Diego Angulo Íñiguez, apontaram para um simbolismo mitológico.
Hoje admite-se que o quadro trata um tema mitológico: o mito de Atena e Aracne descrito no sexto livro de As Metamorfoses de Ovídio. A jovem lídia Aracne tecia tão bem que a gente da sua cidade começou a comentar que tecia melhor que a deusa Atena, inventora da roca. A cena em primeiro plano retrataria Aracne à direita, de costas, trabalhando a enovelar o fio e, à esquerda, a deusa Atena fingindo ser una anciã, a fiar.
Depois, ao fundo, está representado o desenlace do mito. A tapeçaria confecionada por Aracne está dependurada na parede; o seu tema constitui uma evidente ofensa contra Atena, dado que Aracne representou vários dos artifícios que o pai de Atena, Zeus, utilizava para conseguir os favores sexuais de mulheres e deusas. Em frente da tapeçaria vêem-se duas figuras, que são a Deusa, ataviada com os seus atributos (como o capacete), e perante ela a jovem humana rebelde, que veste um traje pregueado clássico. Estão colocadas de tal maneira que parecem fazer parte da tapeçaria. Outras três damas contemplam como a Deusa ofendida e para a castigar, vai transformar a jovem Aracne em aranha condenando-a a tecer eternamente.

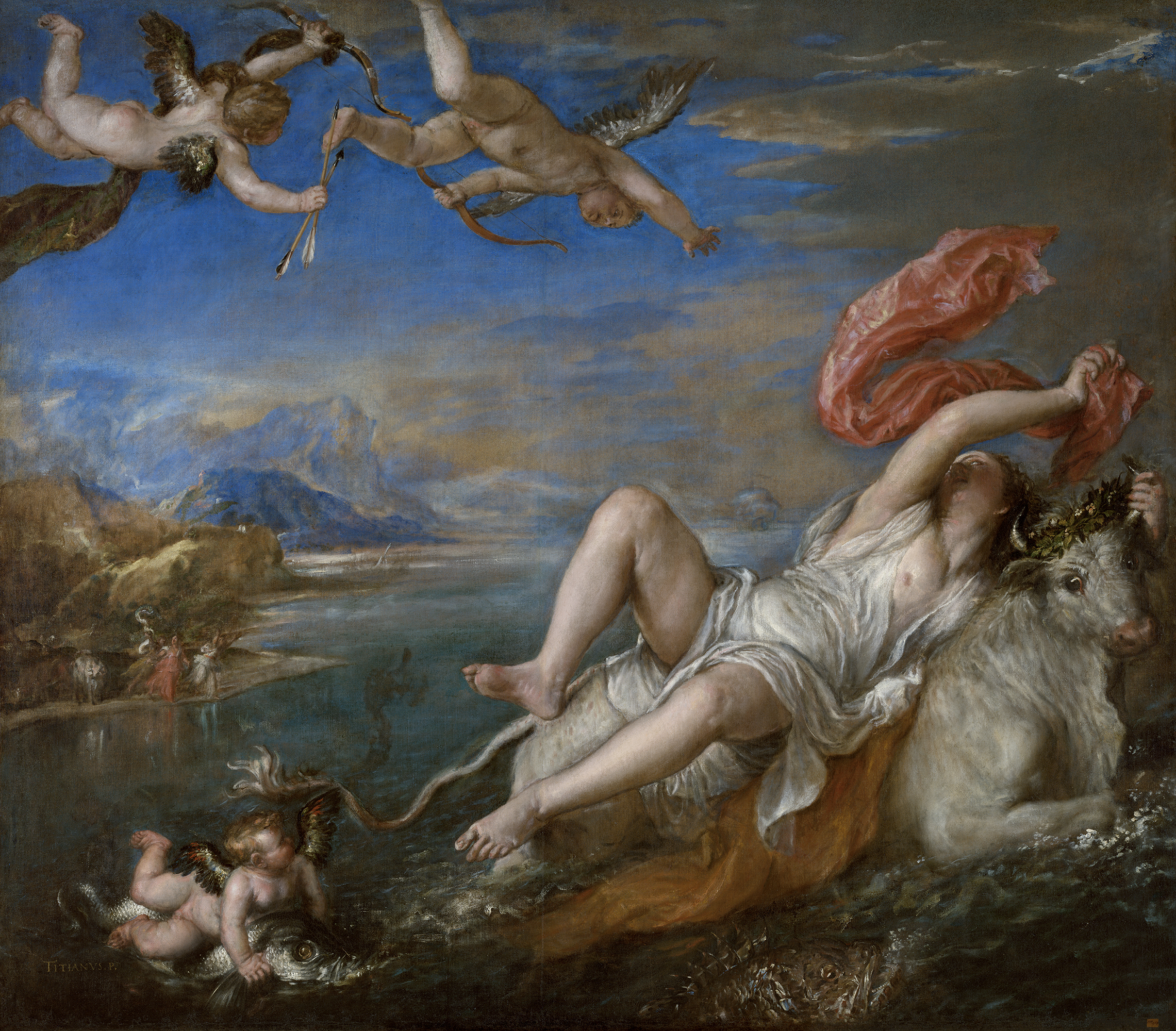
O rapto de Europa (1560-1562), de Ticiano, no Museu Isabella Stewart Gardner em Boston

## Estilo
Velázquez divide a obra em planos, à maneira daquelas imagens medievais cujos grupos se «lêem» numa dada sequência, como se fossem páginas de um livro. Consegue que a nossa vista passe da fiandeira iluminada da direita à da esquerda, para saltar por cima da que se agacha, na penumbra, até à cena do fundo. Aqui, uma das mulheres está virada para o espectador como se se surpreendesse da nossa invasão da cena. Colocar a mensagem em segundo plano é um jogo típico do Barroco.
Quanto a cores, Velázquez usa uma paleta quase monocromática, com camadas de pintura finas e diluidas. Sobretudo nas suas últimas obras, utiliza uma grande variedade de tons ocres, terras e óxidos, aplicados de modo pouco comum na sua época: muito diluidos e com pincéis de astes finas e largas. O domínio de Velázquez no manejo dos pincéis é soberbo, já que é capaz de definir o que deseja pintar com escasso material e poucas pinceladas, transformando uma mancha em figura, conforme a distância do espectador. Usa uma pincelada solta, semelhante à dos impressionistas de dois séculos mais tarde.
Um dos pontos mais destacáveis da técnica de Velázquez é a perspectiva aérea, conseguindo um efeito «atmosférico» similar ao de As Meninas: consegue criar a sensação de que entre as figuras há ar que distorce os contornos e as torna difusas, conseguindo captar o espaço que as envolve. 
A destreza de Velázquez permite-lhe também destacar o dinamismo que imprime ao quadro, dando a sensação de movimento, sobretudo no giro da roda, cujos raios não alcançamos pela velocidade a que roda e também na personagem da direita, que desenrola a lã tão rápido que parece que tem mais dedos.
Há um «arrependimento» visível na cabeça da moça de perfil na direita. 

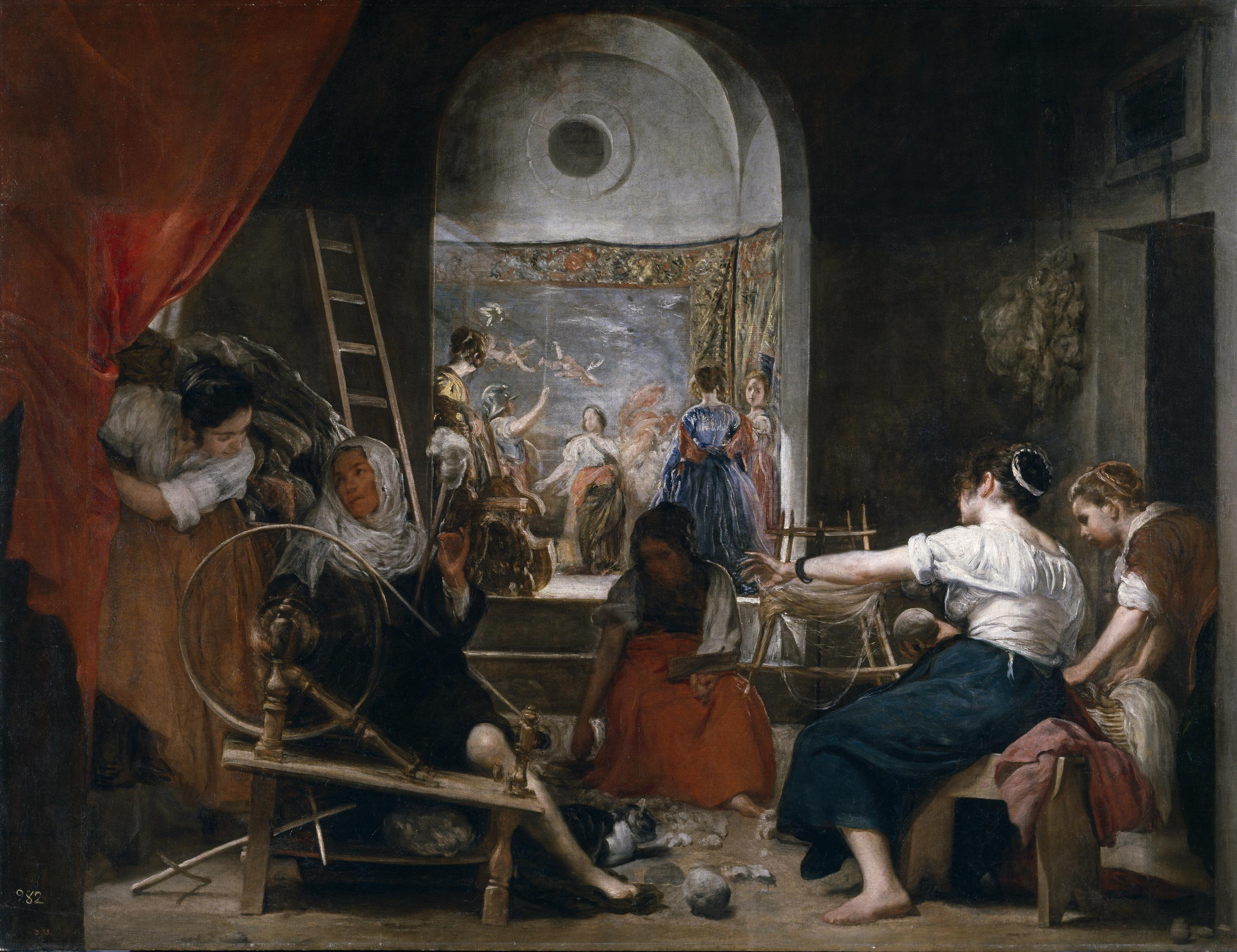
Las Hilanderas de Velázquez. Estado do quadro com os acrescentos alheios a Velázquez.

### Partes acrescentadas
O quadro foi objecto duma modificação quando pertencia às coleções reais: foi alargado nos quatro lados, em 50 cm na parte superior e 37 cm de lado, partes estas (como uma janela circular no topo) que não foram pintadas por Velázquez. Supõe-se que tenha sido danificado no incêndio do Alcázar de Madrid de 1734, e que então foi ampliado e montado sobre uma nova moldura. Na década de 1980 foi submetido a uma restauração muito pormenorizada, dado que algumas camadas de pintura estavam a desprender-se. Nesta intervenção foi decidido manter as partes acrescentadas, se bem que actualmente estejam ocultadas do público devido a uma segunda moldura.

## História
Rubens como um dos representantes diplomáticos da infanta Isabel Clara Eugénia da Áustria nas negociações para a assinatura de um tratado de paz entre a Espanha os Países Baixos, foi chamado a Madrid pelo rei Felipe IV para informar-se sobre as ditas negociações, ali permanecendo de agosto de 1628 a abril de 1629.
Ao partilhar o estúdio com ele durante a sua permanência na corte, Veláquez conheceu bem a obra de Rubens, que consistiu na realização de cerca de 40 obras originais por encomenda do rei e da infanta — entre elas o Retrato equestre de Felipe IV e O juizo de Paris — bem como na cópia, ou em «traduzir no seu próprio estilo», de várias das histórias mitológicas que Ticiano pintou para Felipe II, e que pertenciam à coleção real do Alcázar de Madrid.
Existem discrepâncias quanto à data em que Veláquez pintou o quadro. Ainda que alguns especialistas o considerem posterior a As meninas (1656), de acordo com Javier Portús Pérez, a maioria considera que a obra é anterior à segunda viagem de Velázquez a Italia, em 1649.

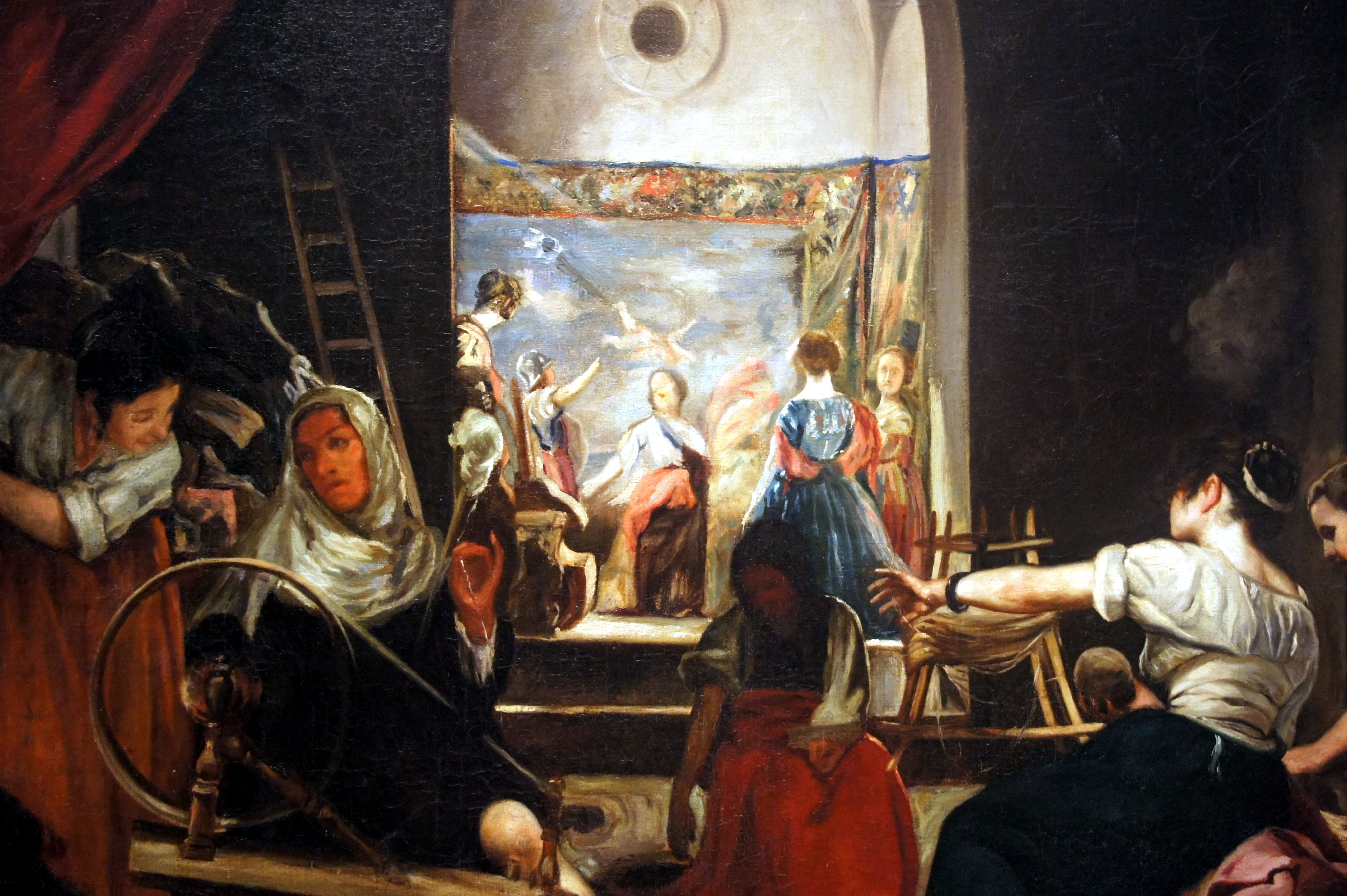
Las hilanderas de Ulpiano Checa (1860-1916). Cópia da obra de Velázquez

Supõe-se que Veláquez pintou o quadro antes de 1657, na sua época de maior esplendor, para un cliente particular, Pedro de Arce. Como pintor do rei, Velázquez não costumava atender a pedidos privados, mas neste caso fez uma excepção porque Arce era monteiro de Felipe IV, ou seja, organizava as suas montarias (jornadas de caça) e, portanto, tinha influência na corte de Madrid. Num inventário dos bens de Arce realizado em 1664, a obra aparece como Fábula de Aracne. Posteriormente pertenceu a Luis Francisco de la Cerda, duque de Medinaceli, sendo trasferido para o Real Alcázar de Madrid após a sua morte en 1711.
Foi danificado no incêndio do Alcázar de Madrid na véspera de Natal de 1734, que destruiu por completo este palácio real. Daqui, foi trasferido para o Palácio do Bom Retiro e posteriormente é referido como fazendo parte da coleção do Palácio Real, nos inventários realizados em 1772 e 1794. Em 1819, no ano da sua inauguração, foi trasferido, juntamente com outras obras das Colecciones Reales de los Reales Sitios para o Real Museo de Pinturas y Esculturas, o actual Museu do Prado.